# مارتاند کی. ونکاتش
مارتاند کی. ونکاتش (انگلیسی: Marthand K. Venkatesh) تدوین‌گر اهل هند است.
وی همچنین برندهٔ جوایزی همچون جایزه ناندی شده است.

## فیلم‌شناسی
- سایه[۱] (۲۰۱۳)
- زندگی زیباست (۲۰۱۲)
- بیلا (۲۰۰۹)
- پوکیری (۲۰۰۶)
- سبک (۲۰۰۶)
- شهروند (۲۰۰۸)
- اوه دوست من (۲۰۱۱)